# Vinicio Colombo
Vinicio Colombo (Legnano, 8 aprile 1904 – Castellanza, 17 maggio 1956) è stato un allenatore di calcio e calciatore italiano, di ruolo difensore.

## Carriera
Giocò con il Milan dal 1927 al 1930, totalizzando 9 presenze nel primo campionato di Serie A a girone unico (stagione 1929-1930).